# Хаджи Мухамед Чамкани
Хаджи Мухамед Чамкани (на пущунски: حاجي محمد خان څمکنی) е афганистански политик и държавник.

## Биография
Роден е през 1947 година, по произход е пущун от провинция Пактия. Син на дребен земевладелец. Ползвал се с авторитет сред пущунските племена.
При управлението на крал Захир Шах е депутат, после сенатор. Сътрудничи на режима на президента Бабрак Кармал, установен в Афганистан с помощта на СССР, но не е член на Народно-демократичната партия на Афганистан (НДПА).
През януари 1986 г. е назначен за заместник-председател на Революционния съвет (висшия орган на държавната власт), като заема този пост до май 1988 година.
От ноември 1986 до септември 1987 г., след отставката на Бабрак Кармал от поста председател на Революционния съвет, изпълнява неговите задължения. При управлението на Мухамед Наджибула е заместник-председател на Комитета за национално помирение в Афганистан.
Когато през 1992 година на власт идват муджахидините, напуска страната.